# 海洋調査船へりおす遭難事故
海洋調査船へりおす遭難事故（かいようちょうさせんへりおすそうなんじこ）は、1986年6月16日に福島県相馬市の鵜ノ尾埼沖合いで海洋調査船「へりおす」が沈没した海難事故である。海難審判での事件名は潜水艇支援調査船へりおす遭難事件。

## 概要
1985年9月30日、ミスミグループの駿河精機は、同社がアメリカから輸入して、同グループの日本浅海研究所が運用していた潜水艇「シーホース」（1.98総トン、活動水深200メートル未満）の母船として、潜水艇支援調査船「へりおす」を発注した。11月3日、藤新造船所において起工式が行われ、1986年2月19日に進水、3月15日に竣工した。
船質は鋼、長船首楼船型の1層甲板船であり、船尾甲板は海洋調査を行うための作業区域とされていた。「シーホース」はその中央やや船尾よりに搭載されており、船尾左舷側のクレーンによって着水・揚収を行うこととされていた。

## 経過
1986年6月16日、「へりおす」は「シーホース」による漁礁調査と一般公開の目的のため、乗員9人を乗せて母港である静岡県の清水港を出港し、北海道の羽幌港に向かっていた。
途中、福島県いわき市の塩屋埼灯台付近で海域の悪天候に遭う。運航管理者は「前線が近づいているのでなるべく避難するように」と助言したが、へりおすはそのまま航行した後、福島県相馬市、鵜ノ尾岬の沖合いで遭難信号のないまま消息を絶った。海難審判ではこの消息を絶った1986年6月16日5時38分ごろを沈没の時間としている。
翌6月17日、付近を通りかかったフェリーが無人で漂流する救命イカダを発見した。海上保安庁の巡視船が付近の海域を捜索したところ、鵜ノ尾岬灯台の東方31海里（約57 km）、水深約215 mの海底に沈んでいるへりおすの船体を発見。7人の遺体を収容したほか、2人が行方不明のまま認定死亡とされ、総勢9人の死亡が確認された。亡くなった調査員はすべて20 - 30代の若者であった。

## 調査
海難審判庁は、潜水艇撮影のビデオテープの検証や所有者、造船所に対しての聴取、気象の精査などを行ったがめぼしい原因証拠がなかったため、海底230 mからの船体引き揚げに踏み切る。海難審判の参考による沈没船の引き揚げは日本初であった。引き揚げは1987年9月28日から開始され、1988年7月14日には船体が宮城県の塩釜港に係留されて調査が行われた。
乗員が全員死亡したことで目撃者がなく、めぼしい原因証拠を探すのに困難を極めたが船を引き上げたことで「重大海難事件」の証拠が整ったとして、1988年12月21日に海難審判の開始を申し立てた。指定海難関係人は運航管理者と造船所の設計課長であった。
第1回の審判は1989年3月7日、仙台地方海難審判庁で開始された。第一審で尋問や証拠精査を行った後、1990年1月18日結審。1990年3月20日、裁決言い渡し。裁決に不服として海難審判理事所が第二審請求。第二審は高等海難審判庁で1991年7月1日に行われ、「本件遭難は、天候悪化の傾向があるときに陸岸に接航する針路をとらなかったことと、開口部の閉鎖が十分でなかったこととに因って発生したものである。」という主文をもって、1992年6月3日に裁決の言渡しが行われた。

## その他
- この事故は当時の報道などでは船体の欠陥という説が流れていた。
- ビック東海より1986年11月21日に発売されたファミリーコンピュータ用ゲームソフト「アイギーナの予言」は当初「ヘリオスの予言」として発売を予定していたが、この事故の影響でタイトルが変更された[5]。
- 事故後、鵜ノ尾岬には慰霊碑が設置されている。[6]（北緯37度49分24秒 東経140度59分09秒 / 北緯37.82333度 東経140.98583度）